# The Mind Robber
A The Mind Robber a Ki vagy, doki? sorozat negyvennegyedik része, amit 1968. szeptember 14.-e és október 12.-e között vetítettek öt epizódban.

## Történet
Az előző kalandból szabadulva és vaktában haladva a Tardis olyan helyen materializálódik, amely kívül lenne a reális valóságban. A világot Fehér Robotok népesítik be sok fiktív személlyel együtt, mint például Gulliver, D'Artagnan, Sir Lancelot, a Minotaurusz és Medúza. A világban bolyongva egyre vadabb dolgok történnek, még a Doktor társaira az a veszély vár, hogy fiktív személlyé válhatnak.

## Epizódok listája
| Epizód sorszáma | Bemutató napja       | Hossza | Nézők száma (millió) | Formátum     |
| --------------- | -------------------- | ------ | -------------------- | ------------ |
| 1               | 1968. szeptember 14. | 21:27  | 6,6                  | 16 mm t/r    |
| 2               | 1968. szeptember 21. | 21:39  | 6,5                  | 16 mm t/r    |
| 3               | 1968. szeptember 28. | 19:39  | 7,2                  | 16 mm t/r    |
| 4               | 1968. október 5.     | 19:14  | 7,3                  | 16 mm t/r    |
| 5               | 1968. október 12.    | 18:00  | 6,7                  | 16/35 mm t/r |

## Könyvkiadás
A könyvváltozatát 1986 novemberében adta ki a Target könyvkiadó.

## Otthoni kiadás
- VHS-n 1990 májusában adták ki.
- DVD-n 2005 március 7-én adták ki a 2-s régióban.
- Észak-Amerikában 2005. szeptember 6-án adták ki.

### Fordítás
- Ez a szócikk részben vagy egészben  a   The Mind Robber című angol Wikipédia-szócikk fordításán alapul.  Az eredeti cikk szerkesztőit annak laptörténete sorolja fel. Ez a jelzés csupán a megfogalmazás eredetét és a szerzői jogokat jelzi, nem szolgál a cikkben szereplő információk forrásmegjelöléseként.